# Teedra Moses
Teedra Moses (New Orleans, 1976. december 17. –) amerikai R&B énekesnő, dalszerző.

## Pályafutása
Moses New Orleansban született és ott is nőtt fel. Később, szülei válása után édesanyjával és három testvérével Los Angelesbe költözött. Gyermekkora közvetlen hatással volt zenei stílusára, mivel édesanyja gospelénekesnő volt. Őt magát is gospel, dzsessz, zydeco és a blues foglalkoztatta. Debütáló albumának utolsó dala, az „I Think of You (Shirley's Song)” elhunyt édesanyjának van ajánlva.
Mielőtt előadó lett, divatcikk árusként dolgozott. Miután eltörte a lábát egy videoklip forgatásán, Moses úgy döntött, hogy a inkább és zenét csinál.
Moses összeállt Paul Poli producerrel, és leszerződött az indie lemezkiadóval, hogy kiadják debütáló albumát, a Complex Simplicity-t (2004). A „Complex Simplicity” tizennégy, Moses által írt számot tartalmazott. Az album a Billboard 200-as listáján a 168. helyen debütált. Az albumot kritikusok elismerték, és ma már kultikus klasszikusnak számít.
Amellett, hogy Moses producerként és saját dalszövegíróként is tevékenykedik a projektjében, dalokat írt más előadóknak is, többek között Niveának, Christina Miliannak, Mary J. Blige-nek és másoknak. Szerepelt Raphael Saadiq 2004-es Ray Ray című albumának két dalában, a „Chic”-ben és az „I Want You Back”-ben, és társszerzője is volt. Dalai szerepeltek a „Logo Noah's Arc” című sorozatában, valamint az HBO sikersorozatában, az „Entourage”-ban, és olyan filmekben is, mint a Never Die Alone, a Beauty Shop és a Be Cool.
2011-ben leszerződött a Rick Ross rapper Maybach Music Grouphoz az első női előadójuként. kiadta a „Luxurious Undergrind mixtape”-et. 2014-ben kiadta az „All I Ever Wanted” című kislemezt, amely a Dynasty 1980-as „Adventures in the Land of Music” című dala.
2014-ben decemberében a Shanachie Recordshoz szerződött át. 2015. augusztus 8-án jelent a „Cognac & Conversation”.

## Albumok
- Complex Simplicity (2004)
- Cognac & Conversation (2015)

## Válogatáslemezek
- The Young Hustla Compilation (2004)
- Young Hustla, Vol II: Live from the Jungle Mixtape (2007)
- Lionhearted – Young Hustla, Vol. III (2009)
- Royal Patience Compilation... A Love Journey (2010)
- Luxurious Undergrind (2011)
- Clair Voyant: The Mixtape (2015)